# Enju Wyłczew
Enju Dimow Wyłczew (bułg. Еню Димов Вълчев, ur. 4 stycznia 1936 w Połskim Gradcu, zm. 15 lutego 2014 w Sofii) – bułgarski zapaśnik. Trzykrotny medalista olimpijski.
Walczył w stylu wolnym, w kategorii lekkiej (do 67, a później 70 kilogramów). Brał udział w trzech igrzyskach (IO 60, IO 64, IO 68), za każdym razem zdobywał medale. Triumfował w 1964, był drugi w 1968 i trzeci w 1960. Był mistrzem świata w 1962, srebrnym (1959 i 1969) oraz brązowym (1967) medalistą tej imprezy. Stawał na podium mistrzostw Europy (złoto w 1968 i 1969, brąz w 1967). Drugi w Pucharze Świata w 1958 roku.